# Дерік Андрій Олегович
Андрій Олегович Дерік (3 березня 1968, Запоріжжя) — український драматичний актор та композитор, заслужений артист України.

## Життєпис
Випускник Дніпропетровського театрального училища 1987 року. Педагогами були Анатолій Літко та Лідія Кушкова-Шевченко). Відразу після закінчення училища був зарахований до трупи Запорізького театру юного глядача (нині Запорізький академічний театр молоді).
У 1993 році переїхав до Миколаєва, спочаткут грав на сцені Миколаївського російського драматичного театру імені В. Чкалова, а з 1997 — Миколаївського українського театру драми та музичної комедії.
2002 року закінчив Миколаївську філію Київського національного університету культури і мистецтв за класом диригування Людмили Головащенко та вокалу Любові Самохліб.
Викладає у театральній студії «Пані Куліса».

## Творчість
Виконавець ролей Андрія («Катерина» Миколи Аркаса), Данила («Засватана — невінчана» І. Поклада), Андрія («Запорожець за Дунаєм» Семена Гулака-Артемовського), Маріо («Нелегалка» Анатолія Крима), Графа Данила («Весела вдова» Франца Легара), Фалька («Кажан» Йоганн Штраусса молодшого), Альфреда Дулітла («Моя чарівна леді» Фредеріка Лоу), Зороастро («Леонардо»), Отця Федора («Дванадцять стільців» Ільфа і Петрова), Журналіста («Тінь»), Судді («Маруся Чурай» Ліни Костенко), Селіфана («Мертві душі» Миколи Гоголя), Дмитра Оськіна («Хоть убей меня, не помню!») та інших.
Автор музики до моновистав «Ассоль», «Карлик Ніс», «Хоробре серце, косі очі» (за п'єсами Віктора Понизова).

## Нагороди
- Заслужений артист України (2007)
- Лауреат Всесоюзного фестивалю народної творчості (1987, Москва)
- Лауреат конкурсу «Коли співають солдати» (1991, Москва)
- «Гран-прі» Міжнародного фестивалю «Планета Николаев»,
- Лауреат Миколаївської обласної премії імені Миколи Аркаса